# بیلی مرسر
بیلی مرسر (انگلیسی: Billy Mercer؛ زادهٔ ۲۲ مهٔ ۱۹۶۹) بازیکن فوتبال اهل بریتانیا است.
از باشگاه‌هایی که در آن بازی کرده‌است می‌توان به باشگاه فوتبال چسترفیلد، باشگاه فوتبال لیورپول، باشگاه فوتبال بریستول سیتی، باشگاه فوتبال ناتینگهام فارست، باشگاه فوتبال شفیلد یونایتد، باشگاه فوتبال روترهام یونایتد، و باشگاه فوتبال چسترفیلد اشاره کرد.